# Heath Herring
Heath Herring (ur. 2 marca 1978 w Waco) – amerykański zawodnik mieszanych sztuk walki (MMA) w latach 1997-2008 oraz aktor. Były zawodnik m.in. PRIDE FC, HERO'S, K-1 oraz UFC. Były pretendent do pasa mistrzowskiego PRIDE FC w wadze ciężkiej.

## Kariera MMA
W MMA zadebiutował 12 kwietnia 1997 poddając Chrisa Guillena duszeniem zza pleców. W drugiej zawodowej walce 18 października przegrał z Evanem Tannerem – w rewanżu 22 listopada tego samego roku pokonał Tannera przed czasem. W latach 1999–2000 wygrał kilka mniejszych turniejów na terenie USA oraz zwyciężył w prestiżowym World Vale Tudo Championship 9 pokonując jednego wieczoru trzech rywali w niespełna pięć minut.
W czerwcu 2000 związał się z japońską organizacją PRIDE FC, gdzie przez cztery lata występów dla niej uzyskał bilans 12-5. W tym czasie mierzył się z czołówką wagi ciężkiej na świecie m.in. Vitorem Belfortem, Antônio Rodrigo Nogueirą (o pas mistrzowski PRIDE), Fiodorem Jemieljanienką, Mirko Filipoviciem, Tomem Eriksonem, Markiem Kerrem czy Ihorem Wowczanczynem – pokonując trzech ostatnich.
Od marca 2005 do marca 2006 walczył w konkurencyjnej organizacji HERO'S, gdzie znokautował m.in. Gary'ego Goodridge'a.
W 2007 podpisał kontrakt z UFC. Dla amerykańskiej organizacji stoczył w ciągu półtora roku pięć pojedynków (bilans 2-3) wygrywając m.in. z Cheickiem Kongo, a przegrywał w rewanżu z Nogueirą oraz Brockiem Lesnarem. Po walce z Lesnarem uległ ciężkiej kontuzji złamania oczodołu.
W latach 2013–2014 zorganizował dwie zawodowe gale mieszanych sztuk walki na terenie Argentyny oraz Paragwaju.

## Aktorstwo
Po zakończeniu kariery zagrał w sześciu filmach, m.in. w Never Surrender oraz Division III: Football's Finest.

## Osiągnięcia
Mieszane sztuki walki:
- 1999: World Vale Tudo Federation – 1. miejsce w turnieju
- 1999: Bas Rutten Invitational 3 – 1. miejsce w turnieju wagi ciężkiej
- 1999: World Vale Tudo Championship 8 – 2. miejsce w turnieju
- 1999: World Vale Tudo Championship 9 – 1. miejsce w turnieju